# John's Children
John's Children was een Britse popgroep, opgericht in 1965 in Leatherhead. De groep had nooit een hit, maar was beroemd (beter: berucht) vanwege zijn extravagante gedrag op het toneel en daarbuiten. Bovendien maakte Marc Bolan een kleine vier maanden lang deel uit van de groep. Begin 1968 viel de groep uit elkaar.

## Samenstelling
De leden van de groep waren:
- Andy Ellison: zang
- Geoff McClelland: gitaar, in maart 1967 vervangen door Marc Bolan, die in juni 1967 op zijn beurt werd vervangen door Chris Townson
- John Hewlett: basgitaar.
- Chris Townson: drums; na het vertrek van Bolan stapte Townson over op gitaar en werd Chris Colville de nieuwe drummer.

Marc Bolan is in 1977 overleden, Chris Townson in 2008.

## Carrière
De groep heette oorspronkelijk Clockwork Onions, daarna The Few en vervolgens The Silence. Ze traden op in een plaatselijke koffiebar, The Bluesette en raakten al snel bekend door hun woeste gedrag op het toneel, waarbij ze schijngevechten hielden en weleens een gitaar of trommel sneuvelde. Geoff McClelland kon overtuigend flauwvallen op het toneel, waarmee de groep een excuus had om voortijdig een eind te maken aan het optreden. Muzikaal had de groep minder te bieden. Hun reputatie drong ook door buiten Leatherhead en ze traden regelmatig op in andere plaatsen. Eén keer traden ze op samen met The Small Faces.
John Hewlett had een toevallige ontmoeting met de impresario Simon Napier-Bell (die eerder manager van The Yardbirds was). Hoewel Napier-Bell hen later omschreef als ‘positively the worst group I’d ever seen’ (‘zonder twijfel de slechtste groep die ik ooit had gezien’), nam hij hen toch onder zijn hoede als manager. Hij bedacht een nieuwe naam: John’s Children, want hij zag John Hewlett als de spil waarom de groep draaide. Hij bedacht ook een toneeluniform voor hen: witte kleren en kettingen met een goudkleurig medaillon om hun nek.
De groep kon zich aardig bedruipen met optredens en was in staat The Bluesette over te nemen, die werd omgedoopt tot The John’s Children Club. Bij hun eerste plaat, Smashed Blocked van oktober 1966, was alleen de zanger Andy Ellison betrokken; de begeleiding is van studiomuzikanten. De plaat verkocht goed in de VS, vooral aan de Westkust. In Groot-Brittannië, waar het nummer werd uitgebracht als The Love I Thought I'd Found, deed de plaat niets. De titel was bedacht om problemen met de BBC te vermijden. Die wilde nogal eens decreteren dat een plaat niet gedraaid mocht worden omdat die over seks of drugs ging. Smashed Blocked klonk nogal drugs-achtig. Ook de tweede plaat, Just What You Want - Just What You'll Get, werd opgenomen met studiomuzikanten. Deze plaat deed niets.
De groep stapte nu de studio binnen om een lp op te nemen. Napier-Bell vond de muzikale prestaties van de groep nog steeds beneden peil en om dat te maskeren liet hij op de achtergrond geluiden van gillende fans inmonteren, zodat het een live-lp leek. De lp zou Orgasm gaan heten. Toen die titel werd aangekondigd, stak een storm van protest op, vooral in de VS, en de uitgifte, gepland voor 18 maart 1967, werd afgelast. Pas in 1970 waagde een Amerikaanse platenmaatschappij het de plaat uit te brengen. Ook in Australië kwam de plaat uit, maar wel onder de titel John's Children.
In maart 1967 stuurde Napier-Bell Geoff McClelland weg en verving hem door Marc Bolan. Bolan speelde gitaar, zong op een paar nummers ook mee, maar schreef ook nummers voor de groep. Daaronder was Desdemona, dat in mei 1967 als single werd uitgebracht. De plaat werd door de BBC in de ban gedaan vanwege het refrein met de zin ‘Lift up your skirt and fly’ (‘Til je rok op en vlieg’). Hoewel het nummer wel vaak werd gedraaid op de piratenzenders, haalde het de hitparade niet.
In april 1967 ging de groep samen met The Who op tournee door Duitsland. De groep liet daar een spoor van vernielingen achter, zowel op toneel als in hun hotelkamers. Hun optreden in Ludwigshafen ontketende een massale vechtpartij in de zaal. De zaal werd met geweld ontruimd en The Who kwamen niet meer aan optreden toe. De Duitse politie confisqueerde de instrumenten van John’s Children en zette hen het land uit.
In juni 1967 nam de groep een vierde single op: Midsummer Night’s Scene, weer geschreven door Marc Bolan. Toen Simon Napier-Bell de opname naar zijn mening compleet verpest had met diens montage, vertrok Bolan uit de groep. Chris Townson stapte over van drums op gitaar; als drummer werd hij vervangen door Chris Colville. Midsummer Night’s Scene werd afgelast; ca. 25 exemplaren van een proefpersing zijn op de markt gekomen. Voor een exemplaar worden thans bedragen van vier cijfers neergeteld.
De achterkant van Desdemona, Remember Thomas à Becket, werd nu opnieuw gemonteerd en onder de titel Come and Play with Me in the Garden in juli 1967 als volgende single uitgebracht. Napier-Bell probeerde de groep een nieuw imago aan te meten als flowerpowergroep en liet affiches drukken waarop de leden van de groep naakt te zien waren met alleen bloemen op essentiële plaatsen. De witte kleren verdwenen en de groep ging optreden in kaftans en kralenkettingen. De single deed echter niets, net zomin trouwens als hun twee laatste platen.
In september 1967 mocht de groep nog een keer optreden in Duitsland, deze keer in de Star-Club in Hamburg, als invallers voor The Bee Gees. Hier lieten ze zien wat zij verstonden onder flowerpower: aan het begin van het optreden zwaaien met bloemen en die tijdens het optreden vertrappen. Maar er waren deze keer geen incidenten.
Begin 1968 hield de groep het voor gezien na een ruzie op het toneel in Redruth (Cornwall), waarbij Chris Townson een gitaar kapotsloeg op het hoofd van John Hewlett. John Hewlett werd later impresario en managede onder andere Sparks. Andy Ellison begon een solocarrière en Chris Townson ging weer drummen in verschillende groepen. Ellison en Townson kwamen later weer bij elkaar in een groep met de naam Jet en maakten in 1977 nog even samen deel uit van Radio Stars. Geoff McClelland speelde na zijn ontslag bij John’s Children een tijdlang in een band met de naam Misty Romance. De drummer was een heel jonge Andy Ward. Daarna verdween McClelland uit de publieke belangstelling. Marc Bolan ten slotte begon Tyrannosaurus Rex (het latere T. Rex).
De groep heeft met zijn rommelige geluid enige invloed gehad op de ontwikkeling van de punkrock.
Sinds het midden van de jaren negentig komen ex-leden van de groep, aangevuld met anderen, nog weleens bij elkaar om een paar optredens te geven onder de naam John's Children. In 1999 maakten Andy Ellison en Chris Townson samen met Martin Gordon (van Jet en Radio Stars), Ian Macleod (van Radio Stars) en Trevor White (van Sparks) het album Music For the Herd of Herring met nummers uit het repertoire van John's Children, Jet en Radio Stars. In 2011 verscheen het album Black & White van ‘The Legendary John's Children’. De twaalf nummers op dit album (waaronder drie uit het vroegere repertoire van de band) zijn al veel eerder opgenomen, want de in 2008 overleden Chris Townson speelt nog mee, naast Andy Ellison, Martin Gordon en Boz Boorer (van The Polecats en de begeleidingsband van Morrissey).

## Discografie
De nummers waarop Marc Bolan meespeelt zijn gemarkeerd met ‘(Bolan)’. De nummers gemarkeerd met ‘(radio)’ zijn live-opnamen uit radio-uitzendingen.

### Singles
- 14 oktober 1966: Smashed Blocked / Strange Affair (in Groot-Brittannië heette de A-kant The Love I Thought I'd Found)
- 3 februari 1967: Just What You Want - Just What You’ll Get / But She’s Mine[5]
- 24 mei 1967: Desdemona (Bolan) / Remember Thomas à Becket
- gepland voor juni 1967, maar afgelast: Midsummer Night’s Scene (Bolan) / Sara Crazy Child (Bolan)
- 14 juli 1967: Come and Play with Me in the Garden / Sara Crazy Child (Bolan)[6]
- 6 oktober 1967: Go Go Girl / Jagged Time Lapse
- december 1967: It’s Been a Long Time / Arthur Green (John’s Children spelen op de B-kant; de A-kant is Andy Ellisons eerste soloplaat)

### LP
- september 1970: Orgasm:
  - Killer Ben, Jagged Time Lapse, Smashed Blocked, You’re a Nothing, Not the Sort of Girl, Cold on Me, Leave Me Alone, Let Me Know, Just What You Want - Just What You'll Get, Why Do You Lie

In 1982 is deze lp opnieuw uitgebracht onder de titel The Legendary Orgasm Album met vier bonusnummers: de singleversies van Smashed Blocked en Just What You Want - Just What You'll Get, het achterstevoren op de plaat gezette nummer Strange Affair en But She’s Mine. In 1988 werd deze lp als cd uitgebracht.

### CD
- juni 2011:  Black & White:
  - I Got the Buzz, Train In my Head, Sara Crazy Child, Love Is All Around, Turned to Stone, It's Been a Long Time Coming, This Is Your Wife, Perfumed Garden of Gulliver Smith, Lazy Sunday, Joy Rider, Oh No (She Wouldn't Swallow It), Eleanor Rigby

### Verzamel-cd
- The Complete John's Children:
  - Smashed Blocked, Just What You Want - Just What You'll Get, Strange Affair,[7] But She’s Mine, Hippy Gumbo,[8] Jagged Time Lapse, Midsummer Night’s Scene (Bolan), Not the Sort of Girl, Mustang Ford (Bolan),[9] The Love I Thought I'd Found,[10] Remember Thomas à Becket,[11] Come and Play with Me in the Garden (instrumentaal),[11] Daddy Rolling Stone (radio),[12] Hot Rod Mama (Bolan, radio), Perfumed Garden of Gulliver Smith (Bolan, radio), Jagged Time Lapse (Bolan, radio), Sally Was an Angel (instrumentaal), Desdemona (Bolan), Remember Thomas à Becket,[11] It’s Been a Long Time, Arthur Green, Midsummer Night’s Scene (Bolan), Sara Crazy Child (Bolan), Jagged Time Lapse, Go Go Girl, Come and Play with Me in the Garden,[11] Perfumed Garden of Gulliver Smith, Midsummer Night’s Scene, Not the Sort of Girl, Help!,[13] Casbah Candy

Hoewel deze opsomming anders doet vermoeden, zijn geen twee nummers op deze dubbel-cd precies hetzelfde. Hot Rod Mama en Mustang Ford staan ook op de eerste lp van Tyrannosaurus Rex, My People Were Fair and Had Sky in Their Hair... But Now They’re Content to Wear Stars on Their Brows.